# Список игровых кинофильмов СССР (1947)
Список завершённых советских игровых полнометражных и короткометражных фильмов 1947 года производства, снятых для коммерческого проката. В списке отсутствуют неигровые и мультипликационные кинофильмы, а также телефильмы и учебные фильмы, не выходившие в прокат.

## Список фильмов
Все фильмы звуковые, обычного формата, односерийные.
| Название (Альтернативное название)       | Киностудия                        | Республика     | Цвет  | Частей | Метраж     | Выход в прокат        | Режиссёр                          | Жанр                    | Примечание                                                                                        |               |
| ---------------------------------------- | --------------------------------- | -------------- | ----- | ------ | ---------- | --------------------- | --------------------------------- | ----------------------- | ------------------------------------------------------------------------------------------------- | ------------- |
| Алишер Навои                             | Ташкентская киностудия            | Узбекистан     | ч.-б. | 11     | 2717       | 6 февраля 1948        | Ярматов Камиль                    | биография, исторический |                                                                                                   | [ 1 ]         |
| Алмазы                                   | Свердловская киностудия           | Россия         | ч.-б. | 9      | 2365       | 16 декабря 1947       | Правов Иван, Оленин Александр     | драма                   |                                                                                                   | [ 2 ]         |
| Анаит                                    | Ереванская киностудия             | Армения        | ч.-б. | 7      | 1808       | 2 июля 1947           | Бек-Назарян Амбарцум              | драма                   |                                                                                                   | [ 3 ]         |
| Весна                                    | Мосфильм                          | Россия         | ч.-б. | 13     | 2850       | 2 июля 1947           | Александров Григорий              | комедия                 |                                                                                                   | [ 4 ]         |
| Возвращение с победой                    | Рижская киностудия                | Латвия         | ч.-б. | 10     | 2578       | 1 июня 1948           | Иванов Александр                  | драма, военный          |                                                                                                   | [ 5 ]         |
| Голубые дороги                           | Киевская киностудия               | Украина        | ч.-б. | 9      | 2428       | 26 января 1948        | Браун Владимир                    | драма                   |                                                                                                   | [ 6 ]         |
| Жизнь в цитадели                         | Ленфильм                          | Россия         | ч.-б. | 9      | 2472       | 10 января 1948        | Раппапорт Герберт                 | драма, военный          |                                                                                                   | [ 7 ]         |
| За тех, кто в море                       | Ленфильм                          | Россия         | ч.-б. | 9      | 2348       | 27 марта 1948         | Файнциммер Александр              | драма, военный          |                                                                                                   | [ 8 ]         |
| Золушка                                  | Ленфильм                          | Россия         | ч.-б. | 10     | 2290       | 16 мая 1947           | Кошеверова Надежда, Шапиро Михаил | детский, сказка         |                                                                                                   | [ 9 ]         |
| Колыбель поэта                           | Тбилисская киностудия             | Грузия         | ч.-б. | 10     | 2574       | 28 августа 1947; 1957 | Пипинашвили Котэ                  | драма, биография        | В 1947 году выпущен только в республиканский прокат ГССР. Во всесоюзный прокат вышел в 1957 году. | [ 10 ] [ 11 ] |
| Мальчик с окраины                        | Союздетфильм                      | Россия         | ч.-б. | 9      | 2335       | 15 апреля 1948        | Журавлёв Василий                  | драма                   |                                                                                                   | [ 12 ]        |
| Марите                                   | Мосфильм                          | Россия         | ч.-б. | 10     | 2481       | 22 ноября 1947        | Строева Вера                      | драма                   |                                                                                                   | [ 13 ]        |
| Миклухо-Маклай                           | Моснаучфильм                      | Россия         | ч.-б. | 9      | 2548       | 3 ноября 1947         | Разумный Александр                | биография               |                                                                                                   | [ 14 ]        |
| Новый дом                                | Белорусьфильм                     | Белоруссия     | ч.-б. | 8      | 2102       | 10 сентября 1947      | Корш-Саблин Владимир              | комедия                 |                                                                                                   | [ 15 ]        |
| Пирогов                                  | Ленфильм                          | Россия         | ч.-б. | 10     | 2530       | 16 декабря 1947       | Козинцев Григорий                 | биография               |                                                                                                   | [ 16 ]        |
| Повесть о «Неистовом»                    | Мосфильм                          | Россия         | ч.-б. | 10     | 2573       | 30 декабря 1947       | Бабочкин Борис                    | драма                   |                                                                                                   | [ 17 ]        |
| Подвиг разведчика                        | Киевская киностудия               | Украина        | ч.-б. | 10     | 2505       | 19 сентября 1947      | Барнет Борис                      | военный, приклюяения    |                                                                                                   | [ 18 ]        |
| Поезд идёт на восток                     | Мосфильм                          | Россия         | цв.   | 9      | 2506       | 7 июня 1948           | Райзман Юлий                      | комедия                 |                                                                                                   | [ 19 ]        |
| Робинзон Крузо                           | Стереокино, Тбилисская киностудия | Россия, Грузия | ч.-б. | 8      | 2218; 2034 | 20 февраля 1947       | Андриевский Александр             | драма, приключения      | Снят в стереоварианте и в плоском.                                                                | [ 20 ]        |
| Русский вопрос                           | Мосфильм                          | Россия         | ч.-б. | 9      | 2486       | 8 марта 1948          | Ромм Михаил                       | пропаганда              |                                                                                                   | [ 21 ]        |
| Рядовой Александр Матросов               | Союздетфильм                      | Россия         | ч.-б. | 10     | 2515       | 12 мая 1948           | Луков Леонид                      | драма, военный          |                                                                                                   | [ 22 ]        |
| Свет над Россией                         | Мосфильм                          | Россия         | ч.-б. | 7      | 2061       | —                     | Юткевич Сергей                    | драма                   | Не был выпущен в прокат.                                                                          | [ 23 ]        |
| Сельская учительница (Воспитание чувств) | Союздетфильм                      | Россия         | ч.-б. | 11     | 2882       | 30 октября 1947       | Донской Марк                      | драма                   |                                                                                                   | [ 24 ]        |
| Сказание о земле Сибирской               | Мосфильм                          | Россия         | ч.-б. | 13     | 3203,8     | 16 февраля 1948       | Пырьев Иван                       | комедия                 |                                                                                                   | [ 25 ]        |
| Солистка балета                          | Ленфильм                          | Россия         | ч.-б. | 9      | 2121       | 28 апреля 1947        | Ивановский Александр              | драма                   |                                                                                                   | [ 26 ]        |
| Фатали-хан                               | Бакинская киностудия              | Азербайджан    | ч.-б. | 10     | 2626       | 1 мая 1959            | Дзиган Ефим                       | биография, исторический | Не был своевременно выпущен в прокат.                                                             | [ 27 ]        |

### Комментарии
1. ↑  Республиканский прокат.
2. ↑  Всесоюзный прокат.
3. ↑  Стереовариант.
4. ↑  Плоский вариант.
5. ↑  В аннотированном каталоге «Советские художественные фильмы» указан 1946 год производства, но в титрах фильма — 1947.